# Xingyiquan
Xingyiquan este unul dintre stilurile interne de arte marțiale chinezești, alături de Taijiquan și Baghuazhang, are mișcări care se execută în forță și care se execută linear.

## Istoric
Ca și alte multe stiluri de arte marțiale de origine chinezească, originea Xingyiquan-ului este incertă. Una dintre cele mai de încredere genealogii ale stilului merg până în secolul XVIII la Ma Xueli din Provincia Henan și până la Dai Longbang Provincia Shanxi.
Oricum legenda spune că inventarea acestui stil a avut loc în Dinastia Song (960-1279)). Aceasta se poate deduce dintr-un psaj din cartea Prefața la Boxul Celor Șase Aemonii (六合拳?; pinyin: Liùhéquán Xu) scrisă în 1750. În concordanțâ cu aceasta, Yue Fei a creat acest stil pentru ofițerii sâi, imitând mișcările de suliță.

## Caracteristici și principii
Caacteristicile principale ale stilului Xingyiquan sunt atacurile agresive, surpinzătoare și lucrul direct cu picioarele. Natura lineară a stilului denotă originea militară și face aluzie la tehnicile de suliță la fel cum a fost menționat în mitologie. În ciuda faputlui că este greoi, în aparență cu mișcări rupte, cultivarea tăriei interne "moi" sau a qi-ului este esențială pentru dobândirea puterii în Xingyiquan.
Modul de luptă Xingyiquan este de a atinge oponentul repede ca și cum ar trece prin el în forță printr-o singură mișcare - analogia cu stilul de luptă cu sulița este folositoare aici. Această este dobândită prin coordonarea corpului ca și o singură unitate și intensa concentrare pe energia emisă, qi.
Eficiența și economia de mișcări sunt calitățile acestui stil, plus filosofia atacurilor directe, determină utilizarea atacurilor și apărărilor simlutane. S-ar putea spune că tehnicile stilului își câștigă denumirea de eficiente mai mult decât de frumoase.